# Edward Carson
Edward Henry Carson (Dublino, 9 febbraio 1854 – Isola di Thanet, 22 ottobre 1935) è stato un politico irlandese.

## Biografia
Titolare di molti incarichi all'interno del partito irlandese e nel corso della sua vita titolare di molte onorificenze, in seguito alla sua morte fu uno dei pochissimi personaggi che non fosse un Re a ricevere i funerali di Stato del Regno Unito.
Nato a Harcourt Street, Dublino, quarto figlio di una numerosa famiglia, suo padre era architetto e si diceva che fosse di origine italiana (in tal caso il suo cognome sarebbe derivato da Carsoni). Sua madre era Isabella Lambert; egli da giovane faceva spesso visita al castello di Ellen. Entrò in politica il 20 giugno 1892.